# Atletica leggera ai Giochi della XXIX Olimpiade - 100 metri piani femminili

Video della Finale

Ai Giochi della XXIX Olimpiade, tenutisi a Pechino nel 2008, la competizione dei 100 metri piani femminili si è svolta il 16 e il 17 agosto presso lo Stadio nazionale di Pechino.

## Presenze ed assenze delle campionesse in carica
| Competizione         | Atleta             | Prestazione | Pechino 2008    |
| -------------------- | ------------------ | ----------- | --------------- |
| Olimpiadi 2004       | Julija Nescjarėnka | 10”93       | Rit. 2007       |
| Commonwealth 2006    | Sheri-Ann Brooks   | 11”19       | Non qual.       |
| Europei 2006         | Kim Gevaert        | 11”06       | Presente        |
| Coppa del mondo 2006 | Sherone Simpson    | 10”97       | Presente        |
| Asiatici 2006        | Guzel Khubbieva    | 11”27       | Presente        |
| Panamericani 2007    | Mikele Barber      | 11”02       | Assente         |
| Africani 2007        | Oludamola Osayomi  | 11”20       | Presente        |
| Mondiali 2007        | Veronica Campbell  | 11”01       | 4ª ai Nazionali |
|                      |                    |             |                 |
| Mondiali junior 2004 | Ashley Owens       | 11”13       | Assente         |

1. ↑  Sotto la bandiera della Giamaica.

## Cronoprogramma
| 10 Batterie        | 16 agosto, ore 10:50 | 85 partenti    | Si qualificano le prime 3 + i 10 migliori tempi. |
| 5 Quarti di finale | 16 agosto, ore 20:35 | 40 concorrenti | Si qualificano le prime 3 + il miglior tempo.    |
| 2 Semifinali       | 17 agosto, ore 19:45 | 8 + 8          | Si qualificano le prime 4 di ciascuna semifinale |
| Finale             | 17 agosto, ore 22:25 | 8 concorrenti  |                                                  |

## Gara
Nei quarti due giamaicane sono poste a confronto con due americane. Prevalgono le caraibiche: Sherone Simpson su Muna Lee e Kerron Stewart su Lauryn Williams con 10"98, il tempo più veloce del turno.
Il confronto si ripete in semifinale: Shelly-Ann Fraser e Sherone Simpson contro Muna Lee e Lauryn Williams nella prima serie; Kerron Stewart contro Torri Edwards nella seconda. Entrambi i confronti sono vinti dalle giamaicane: la Fraser si aggiudica la prima semifinale in 11"00, mentre la Stewart prevale nella seconda in 11"05. Rimane fuori dalla finale la campionessa europea, Kim Gevaert che arriva sesta con 11"30.
In finale Shelly-Ann Fraser non è la più rapida ad uscire dai blocchi (0"190 il suo tempo di reazione), ma è in grado di raggiungere la massima velocità in pochissimi metri e di mantenerla, guadagnando sulle rivali un vantaggio di due metri che si porta fino al traguardo. Per il secondo posto è un testa a testa tra le altre due giamaicane, la Stewart e la Simpson. Nessuna molla prima dell'altra: arrivano appaiate. Neanche il cronometraggio elettrico le divide: hanno corso esattamente in 10"979. Per loro è argento ex æquo.
Torri Edwards pensava di essersi mossa prima dello sparo e si è bloccata proprio mentre lo starter ha dato il via. Paga questa imperdonabile esitazione con l'ottavo e ultimo posto.

## Batterie
Sabato 16 agosto.

Si qualificano per il secondo turno le prime 3 classificate di ogni batteria. Vengono ripescati i 10 migliori tempi delle escluse.

### 1ª Batteria
Ore 10:50.
| Pos | Corsia | Atleta              | Paese         | Tempo | Note |
| --- | ------ | ------------------- | ------------- | ----- | ---- |
| 1   | 1      | Torri Edwards       | Stati Uniti   | 11"26 | Q    |
| 2   | 8      | Jeanette Kwakye     | Gran Bretagna | 11"30 | Q    |
| 3   | 3      | Myriam Leonie Mani  | Camerun       | 11"64 | Q    |
| 4   | 2      | Inna Eftimova       | Bulgaria      | 11"67 |      |
| 5   | 9      | Jing Wang           | Cina          | 11"87 |      |
| 6   | 5      | Ani Khachikyan      | Armenia       | 12"76 |      |
| 7   | 4      | Ivana Rozhman       | Macedonia     | 12"92 |      |
| 8   | 7      | Peoria Koshiba      | Palau         | 13"18 |      |
| 9   | 6      | Buthaina Al-yaqoubi | Oman          | 13"90 |      |

### 2ª Batteria
Ore 10:57.
| Pos | Corsia | Atleta           | Paese                     | Tempo | Note |
| --- | ------ | ---------------- | ------------------------- | ----- | ---- |
| 1   | 6      | Christine Arron  | Francia                   | 11"37 | Q    |
| 2   | 3      | Lauryn Williams  | Stati Uniti               | 11"38 | Q    |
| 3   | 8      | Tahesia Harrigan | Isole Vergini Britanniche | 11"46 | Q    |
| 4   | 4      | Lucimar De Moura | Brasile                   | 11"60 | q    |
| 5   | 9      | Sherry Fletcher  | Grenada                   | 11"65 |      |
| 6   | 7      | Dana Abdulrazak  | Iraq                      | 12"36 | RP   |
| 7   | 5      | Sadaf Siddiqui   | Pakistan                  | 12"41 |      |
| 8   | 2      | Asenate Manoa    | Tuvalu                    | 14"05 | RN   |

### 3ª Batteria
Ore 11:04.
| Pos | Corsia | Atleta            | Paese               | Tempo | Note |
| --- | ------ | ----------------- | ------------------- | ----- | ---- |
| 1   | 8      | Muna Lee          | Stati Uniti         | 11"33 | Q    |
| 2   | 1      | Anita Pistone     | Italia              | 11"43 | Q    |
| 3   | 5      | Guzel Khubbieva   | Uzbekistan          | 11"44 | Q    |
| 4   | 3      | Virgil Hodge      | Saint Kitts e Nevis | 11"48 | q    |
| 5   | 9      | Natal'ja Rusakova | Russia              | 11"61 | q    |
| 6   | 7      | Kin Yee Wan       | Hong Kong           | 12"37 |      |
| 7   | 2      | Gharid Ghrouf     | Palestina           | 13"07 | RN   |
| 8   | 6      | Elis Lapenmal     | Vanuatu             | 13"31 |      |
| 9   | 4      | Bounkou Camara    | Mauritania          | 13"69 |      |

### 4ª Batteria
Ore 11:11.
| Pos | Corsia | Atleta                | Paese             | Tempo | Note |
| --- | ------ | --------------------- | ----------------- | ----- | ---- |
| 1   | 6      | Chandra Sturrup       | Bahamas           | 11"30 | Q    |
| 2   | 5      | Kelly-Ann Baptiste    | Trinidad e Tobago | 11"39 | Q    |
| 3   | 3      | Lina Grinčikaitė      | Lituania          | 11"43 | Q    |
| 4   | 8      | Semoy Hackett         | Trinidad e Tobago | 11"53 | q    |
| 5   | 9      | Affoue Amandine Allou | Costa d'Avorio    | 11"75 |      |
| 6   | 7      | Valentina Nazarova    | Turkmenistan      | 11"94 |      |
| 7   | 4      | Titlinda Sou          | Cambogia          | 12"98 | RP   |
| 8   | 2      | Fathia Ali Bourrale   | Gibuti            | 14"29 |      |

### 5ª Batteria
Ore 11:18.
| Pos | Corsia | Atleta             | Paese            | Tempo | Note |
| --- | ------ | ------------------ | ---------------- | ----- | ---- |
| 1   | 5      | Kim Gevaert        | Belgio           | 11"33 | Q    |
| 2   | 7      | Julija Nescjarėnka | Bielorussia      | 11"40 | Q    |
| 3   | 4      | Thi Huong Vu       | Vietnam          | 11"65 | Q    |
| 4   | 2      | Halimat Ismaila    | Nigeria          | 11"72 |      |
| 5   | 6      | Chisato Fukushima  | Giappone         | 11"74 |      |
| 6   | 3      | Sonia Williams     | Antille Olandesi | 12"04 |      |
| 7   | 9      | Cora Alicto        | Guam             | 13"31 | RP   |
| 8   | 8      | Robina Muqimyar    | Afghanistan      | 14"80 |      |

### 6ª Batteria
Ore 11:25.
| Pos | Corsia | Atleta                     | Paese          | Tempo | Note |
| --- | ------ | -------------------------- | -------------- | ----- | ---- |
| 1   | 2      | Shelly-Ann Fraser          | Giamaica       | 11"35 | Q    |
| 2   | 5      | Vida Anim                  | Ghana          | 11"47 | Q    |
| 3   | 6      | Ruddy Zang Milama          | Gabon          | 11"62 | Q    |
| 4   | 9      | Laura Turner               | Gran Bretagna  | 11"65 |      |
| 5   | 7      | Nirinaharifidy Ramilijaona | Madagascar     | 12"07 |      |
| 6   | 8      | Timicka Clarke             | Bahamas        | 12"16 |      |
| 7   | 4      | Montserrat Pujol           | Andorra        | 12"73 |      |
| 8   | 1      | Jessica Aguilera           | Nicaragua      | 13"15 |      |
| 9   | 3      | Pauline Kwalea             | Isole Salomone | 13"28 | RP   |

### 7ª Batteria
Ore 11:32.
| Pos | Corsia | Atleta              | Paese         | Tempo | Note |
| --- | ------ | ------------------- | ------------- | ----- | ---- |
| 1   | 2      | Ivet Lalova         | Bulgaria      | 11"33 | Q    |
| 2   | 5      | Montell Douglas     | Gran Bretagna | 11"36 | Q    |
| 3   | 9      | Virgen Benavides    | Cuba          | 11"45 | Q    |
| 4   | 4      | Franca Idoko        | Nigeria       | 11"61 | q    |
| 5   | 3      | Pia Tajnikar        | Slovenia      | 11"82 |      |
| 6   | 8      | Feta Ahamada        | Comore        | 11"88 |      |
| 7   | 6      | Fatou Tiyana        | Gambia        | 12"25 | RP   |
| 8   | 7      | Beauty Nazmun Nahar | Bangladesh    | 12"52 |      |

### 8ª Batteria
Ore 11:39.
| Pos | Corsia | Atleta                       | Paese              | Tempo | Note  |
| --- | ------ | ---------------------------- | ------------------ | ----- | ----- |
| 1   | 3      | Oludamola Osayomi            | Nigeria            | 11"13 | Q     |
| 2   | 6      | Debbie Ferguson-McKenzie     | Bahamas            | 11"17 | Q     |
| 3   | 2      | Daria Korczyńska             | Polonia            | 11"22 | Q, RP |
| 4   | 9      | Yomara Hinestroza            | Colombia           | 11"39 | q     |
| 5   | 7      | Sasha Springer-jones         | Trinidad e Tobago  | 11"55 | q     |
| 6   | 5      | Mae Koime                    | Papua Nuova Guinea | 11"68 |       |
| 7   | 4      | Hinikissia Albertine Ndikert | Ciad               | 12"55 |       |
| 8   | 8      | Franka Magali                | RD del Congo       | 12"57 | RP    |

### 9ª Batteria
Ore 11:46.
| Pos | Corsia | Atleta                 | Paese      | Tempo | Note |
| --- | ------ | ---------------------- | ---------- | ----- | ---- |
| 1   | 7      | Evgenija Poljakova     | Russia     | 11"24 | Q    |
| 2   | 4      | Jade Bailey            | Barbados   | 11"46 | Q    |
| 3   | 9      | Sherone Simpson        | Giamaica   | 11"48 | Q    |
| 4   | 3      | Natalia Pohrebniak     | Ucraina    | 11"60 | q    |
| 5   | 1      | Tezdzhan Naimova       | Bulgaria   | 11"70 |      |
| 6   | 6      | Jutamass Thavoncharoen | Thailandia | 11"82 |      |
| 7   | 2      | Waseelah Saad          | Yemen      | 13"60 | RN   |
| 8   | 8      | Maria Ikelap           | Micronesia | 13"73 |      |
| 9   | 5      | Philaylack Sackpaseuth | Laos       | 13"86 |      |

### 10ª Batteria
Ore 11:53.
| Pos | Corsia | Atleta                 | Paese                   | Tempo | Note  |
| --- | ------ | ---------------------- | ----------------------- | ----- | ----- |
| 1   | 4      | Kerron Stewart         | Giamaica                | 11"28 | Q     |
| 2   | 2      | Ezinne Okparaebo       | Norvegia                | 11"32 | Q     |
| 3   | 5      | LaVerne Jones-Ferrette | Isole Vergini Americane | 11"41 | Q, RN |
| 4   | 7      | Barbara Pierre         | Haiti                   | 11"52 | q     |
| 5   | 8      | Natal'ja Murinovič     | Russia                  | 11"55 | q     |
| 6   | 1      | Charlene Attard        | Malta                   | 12"20 |       |
| 7   | 3      | Michaela Kargbo        | Sierra Leone            | 12"54 |       |
| 8   | 9      | Milena Milašević       | Montenegro              | 12"65 |       |
| 9   | 6      | Chandra Kala Thapa     | Nepal                   | 13"15 |       |

### Graduatoria Batterie
| Pos | Batteria | Corsia | Atleta                       | Paese                     | Tempo | Note |
| --- | -------- | ------ | ---------------------------- | ------------------------- | ----- | ---- |
| 1   | 8        | 3      | Oludamola Osayomi            | Nigeria                   | 11"13 | Q    |
| 2   | 8        | 6      | Debbie Ferguson-McKenzie     | Bahamas                   | 11"17 | Q    |
| 3   | 8        | 2      | Daria Korczyńska             | Polonia                   | 11"22 | Q    |
| 4   | 9        | 7      | Evgenija Poljakova           | Russia                    | 11"24 | Q    |
| 5   | 1        | 1      | Torri Edwards                | Stati Uniti               | 11"26 | Q    |
| 6   | 10       | 4      | Kerron Stewart               | Giamaica                  | 11"28 | Q    |
| 7   | 1        | 8      | Jeanette Kwakye              | Gran Bretagna             | 11"30 | Q    |
| 7   | 4        | 6      | Chandra Sturrup              | Bahamas                   | 11"30 | Q    |
| 9   | 10       | 2      | Ezinne Okparaebo             | Norvegia                  | 11"32 | Q    |
| 10  | 5        | 5      | Kim Gevaert                  | Belgio                    | 11"33 | Q    |
| 10  | 7        | 2      | Ivet Lalova                  | Bulgaria                  | 11"33 | Q    |
| 10  | 3        | 8      | Muna Lee                     | Stati Uniti               | 11"33 | Q    |
| 13  | 6        | 2      | Shelly-Ann Fraser            | Giamaica                  | 11"35 | Q    |
| 14  | 7        | 5      | Montell Douglas              | Gran Bretagna             | 11"36 | Q    |
| 15  | 2        | 6      | Christine Arron              | Francia                   | 11"37 | Q    |
| 16  | 2        | 3      | Lauryn Williams              | Stati Uniti               | 11"38 | Q    |
| 17  | 8        | 9      | Yomara Hinestroza            | Colombia                  | 11"39 | q    |
| 17  | 4        | 5      | Kelly-Ann Baptiste           | Trinidad e Tobago         | 11"39 | Q    |
| 19  | 5        | 7      | Julija Nescjarėnka           | Bielorussia               | 11"40 | Q    |
| 20  | 10       | 5      | LaVerne Jones-Ferrette       | Isole Vergini Americane   | 11"41 | Q    |
| 21  | 4        | 3      | Lina Grinčikaitė             | Lituania                  | 11"43 | Q    |
| 21  | 3        | 1      | Anita Pistone                | Italia                    | 11"43 | Q    |
| 23  | 3        | 5      | Guzel Khubbieva              | Uzbekistan                | 11"44 | Q    |
| 24  | 7        | 9      | Virgen Benavides             | Cuba                      | 11"45 | Q    |
| 25  | 9        | 4      | Jade Bailey                  | Barbados                  | 11"46 | Q    |
| 25  | 2        | 8      | Tahesia Harrigan             | Isole Vergini Britanniche | 11"46 | Q    |
| 27  | 6        | 5      | Vida Anim                    | Ghana                     | 11"47 | Q    |
| 28  | 9        | 9      | Sherone Simpson              | Giamaica                  | 11"48 | Q    |
| 28  | 3        | 3      | Virgil Hodge                 | Saint Kitts e Nevis       | 11"48 | q    |
| 30  | 10       | 7      | Barbara Pierre               | Haiti                     | 11"52 | q    |
| 31  | 4        | 8      | Semoy Hackett                | Trinidad e Tobago         | 11"53 | q    |
| 32  | 8        | 7      | Sasha Springer-jones         | Trinidad e Tobago         | 11"55 | q    |
| 32  | 10       | 8      | Natal'ja Murinovič           | Russia                    | 11"55 | q    |
| 34  | 2        | 4      | Moura Lucimar De             | Brasile                   | 11"60 | q    |
| 34  | 9        | 3      | Natalia Pohrebniak           | Ucraina                   | 11"60 | q    |
| 36  | 3        | 9      | Natal'ja Rusakova            | Russia                    | 11"61 | q    |
| 36  | 7        | 4      | Franca Idoko                 | Nigeria                   | 11"61 | q    |
| 38  | 6        | 6      | Ruddy Zang Milama            | Gabon                     | 11"62 | Q    |
| 39  | 1        | 3      | Myriam Leonie Mani           | Camerun                   | 11"64 | Q    |
| 40  | 2        | 9      | Sherry Fletcher              | Grenada                   | 11"65 |      |
| 40  | 5        | 4      | Thi Huong Vu                 | Vietnam                   | 11"65 | Q    |
| 40  | 6        | 9      | Laura Turner                 | Gran Bretagna             | 11"65 |      |
| 43  | 1        | 2      | Inna Eftimova                | Bulgaria                  | 11"67 |      |
| 44  | 8        | 5      | Mae Koime                    | Papua Nuova Guinea        | 11"68 |      |
| 45  | 9        | 1      | Tezdzhan Naimova             | Bulgaria                  | 11"70 |      |
| 46  | 5        | 2      | Halimat Ismaila              | Nigeria                   | 11"72 |      |
| 47  | 5        | 6      | Chisato Fukushima            | Giappone                  | 11"74 |      |
| 48  | 4        | 9      | Affoue Amandine Allou        | Costa d'Avorio            | 11"75 |      |
| 49  | 9        | 6      | Jutamass Thavoncharoen       | Thailandia                | 11"82 |      |
| 49  | 7        | 3      | Pia Tajnikar                 | Slovenia                  | 11"82 |      |
| 51  | 1        | 9      | Jing Wang                    | Cina                      | 11"87 |      |
| 52  | 7        | 8      | Feta Ahamada                 | Comore                    | 11"88 |      |
| 53  | 4        | 7      | Valentina Nazarova           | Turkmenistan              | 11"94 |      |
| 54  | 5        | 3      | Sonia Williams               | Antille Olandesi          | 12"04 |      |
| 55  | 6        | 7      | Nirinaharifidy Ramilijaona   | Madagascar                | 12"07 |      |
| 56  | 6        | 8      | Timicka Clarke               | Bahamas                   | 12"16 |      |
| 57  | 10       | 1      | Charlene Attard              | Malta                     | 12"20 |      |
| 58  | 7        | 6      | Fatou Tiyana                 | Gambia                    | 12"25 |      |
| 59  | 2        | 7      | Dana Abdulrazak              | Iraq                      | 12"36 |      |
| 60  | 3        | 7      | Kin Yee Wan                  | Hong Kong                 | 12"37 |      |
| 61  | 2        | 5      | Sadaf Siddiqui               | Pakistan                  | 12"41 |      |
| 62  | 7        | 7      | Beauty Nazmun Nahar          | Bangladesh                | 12"52 |      |
| 63  | 10       | 3      | Michaela Kargbo              | Sierra Leone              | 12"54 |      |
| 64  | 8        | 4      | Hinikissia Albertine Ndikert | Ciad                      | 12"55 |      |
| 65  | 8        | 8      | Franka Magali                | RD del Congo              | 12"57 |      |
| 66  | 10       | 9      | Milena Milašević             | Montenegro                | 12"65 |      |
| 67  | 6        | 4      | Montserrat Pujol             | Andorra                   | 12"73 |      |
| 68  | 1        | 5      | Ani Khachikyan               | Armenia                   | 12"76 |      |
| 69  | 1        | 4      | Ivana Rozhman                | Macedonia                 | 12"92 |      |
| 70  | 4        | 4      | Titlinda Sou                 | Cambogia                  | 12"98 |      |
| 71  | 3        | 2      | Gharid Ghrouf                | Palestina                 | 13"07 |      |
| 72  | 6        | 1      | Jessica Aguilera             | Nicaragua                 | 13"15 |      |
| 72  | 10       | 6      | Chandra Kala Thapa           | Nepal                     | 13"15 |      |
| 74  | 1        | 7      | Peoria Koshiba               | Palau                     | 13"18 |      |
| 75  | 6        | 3      | Pauline Kwalea               | Isole Salomone            | 13"28 |      |
| 76  | 5        | 9      | Cora Alicto                  | Guam                      | 13"31 |      |
| 76  | 3        | 6      | Elis Lapenmal                | Vanuatu                   | 13"31 |      |
| 78  | 9        | 2      | Waseelah Saad                | Yemen                     | 13"60 |      |
| 79  | 3        | 4      | Bounkou Camara               | Mauritania                | 13"69 |      |
| 80  | 9        | 8      | Maria Ikelap                 | Micronesia                | 13"73 |      |
| 81  | 9        | 5      | Philaylack Sackpaseuth       | Laos                      | 13"86 |      |
| 82  | 1        | 6      | Buthaina Al-yaqoubi          | Oman                      | 13"90 |      |
| 83  | 2        | 2      | Asenate Manoa                | Tuvalu                    | 14"05 |      |
| 84  | 4        | 2      | Bourrale Fathia Ali          | Gibuti                    | 14"29 |      |
| 85  | 5        | 8      | Robina Muqimyar              | Afghanistan               | 14"80 |      |

Legenda:
- Q = Qualificata per il turno successivo;
- q = Ripescata per il turno successivo;
- RN = Record nazionale;
- RP = Record personale;
- NP = Non partita;
- Rit. = Ritirata.

## Quarti di finale
Venerdì 15 agosto.

Si qualificano alle semifinali le prime 3 classificate di ogni serie. Viene ripescato il miglior tempo delle escluse.

### 1° Quarto
Ore 20:35.

| Pos | Corsia | Atleta                 | Paese                   | Tempo | Note  |
| --- | ------ | ---------------------- | ----------------------- | ----- | ----- |
| 1   | 6      | Shelly-Ann Fraser      | Giamaica                | 11"06 | Q     |
| 2   | 4      | Evgenija Poljakova     | Russia                  | 11"13 | Q,    |
| 3   | 7      | Jeanette Kwakye        | Gran Bretagna           | 11"18 | Q, RP |
| 4   | 2      | Virgil Hodge           | Saint Kitts e Nevis     | 11"45 |       |
| 5   | 8      | LaVerne Jones-Ferrette | Isole Vergini Americane | 11"55 |       |
| 6   | 9      | Myriam Leonie Mani     | Camerun                 | 11"65 |       |
| 7   | 3      | Franca Idoko           | Nigeria                 | 11"66 |       |
| 8   | 5      | Jade Bailey            | Barbados                | 11"67 |       |

### 2° Quarto
Ore 20:42.

| Pos | Corsia | Atleta             | Paese             | Tempo | Note |
| --- | ------ | ------------------ | ----------------- | ----- | ---- |
| 1   | 8      | Sherone Simpson    | Giamaica          | 11"02 | Q    |
| 2   | 5      | Muna Lee           | Stati Uniti       | 11"08 | Q    |
| 3   | 7      | Chandra Sturrup    | Bahamas           | 11"16 | Q    |
| 4   | 4      | Montell Douglas    | Gran Bretagna     | 11"38 |      |
| 5   | 9      | Virgen Benavides   | Cuba              | 11"40 |      |
| 6   | 6      | Kelly-Ann Baptiste | Trinidad e Tobago | 11"42 |      |
| 7   | 2      | Natal'ja Murinovič | Russia            | 11"51 |      |
| 8   | 3      | Natalia Pohrebniak | Ucraina           | 11"55 |      |

### 3° Quarto
Ore 20:49.

| Pos | Corsia | Atleta                   | Paese    | Tempo | Note |
| --- | ------ | ------------------------ | -------- | ----- | ---- |
| 1   | 4      | Debbie Ferguson-McKenzie | Bahamas  | 11"21 | Q    |
| 2   | 7      | Oludamola Osayomi        | Nigeria  | 11"28 | Q    |
| 3   | 5      | Vida Anim                | Ghana    | 11"32 | Q    |
| 4   | 6      | Christine Arron          | Francia  | 11"36 |      |
| 5   | 9      | Daria Korczyńska         | Polonia  | 11"41 |      |
| 6   | 2      | Natal'ja Rusakova        | Russia   | 11"49 |      |
| 7   | 3      | Yomara Hinestroza        | Colombia | 11"66 |      |
| 8   | 8      | Thi Huong Vu             | Vietnam  | 11"70 |      |

### 4° Quarto
Ore 20:56.

| Pos | Corsia | Atleta             | Paese                     | Tempo | Note |
| --- | ------ | ------------------ | ------------------------- | ----- | ---- |
| 1   | 6      | Kerron Stewart     | Giamaica                  | 10"98 | Q    |
| 2   | 4      | Lauryn Williams    | Stati Uniti               | 11"07 | Q    |
| 3   | 5      | Kim Gevaert        | Belgio                    | 11"10 | Q    |
| 4   | 7      | Julija Nescjarėnka | Bielorussia               | 11"14 | q    |
| 5   | 8      | Tahesia Harrigan   | Isole Vergini Britanniche | 11"36 |      |
| 6   | 3      | Semoy Hackett      | Trinidad e Tobago         | 11"46 |      |
| 7   | 9      | Guzel Khubbieva    | Uzbekistan                | 11"49 |      |
| 8   | 2      | Lucimar de Moura   | Brasile                   | 11"65 |      |

### 5° Quarto
Ore 21:03.

| Pos | Corsia | Atleta               | Paese             | Tempo | Note  |
| --- | ------ | -------------------- | ----------------- | ----- | ----- |
| 1   | 6      | Torri Edwards        | Stati Uniti       | 11"31 | Q     |
| 2   | 8      | Lina Grinčikaitė     | Lituania          | 11"38 | Q, RP |
| 3   | 5      | Ivet Lalova          | Bulgaria          | 11"40 | Q     |
| 4   | 4      | Ezinne Okparaebo     | Norvegia          | 11"45 |       |
| 5   | 2      | Barbara Pierre       | Haiti             | 11"56 |       |
| 6   | 7      | Anita Pistone        | Italia            | 11"56 |       |
| 7   | 9      | Ruddy Zang Milama    | Gabon             | 11"59 |       |
| 8   | 3      | Sasha Springer-Jones | Trinidad e Tobago | 11"71 |       |

### Graduatoria qualificate
| Pos | Batteria | Corsia | Atleta                   | Paese         | Tempo | Note |
| --- | -------- | ------ | ------------------------ | ------------- | ----- | ---- |
| 1   | 4        | 6      | Kerron Stewart           | Giamaica      | 10"98 |      |
| 2   | 2        | 8      | Sherone Simpson          | Giamaica      | 11"02 |      |
| 3   | 1        | 6      | Shelly-Ann Fraser        | Giamaica      | 11"06 |      |
| 4   | 4        | 4      | Lauryn Williams          | Stati Uniti   | 11"07 |      |
| 5   | 2        | 5      | Muna Lee                 | Stati Uniti   | 11"08 |      |
| 6   | 4        | 5      | Kim Gevaert              | Belgio        | 11"10 |      |
| 7   | 1        | 4      | Evgenija Poljakova       | Russia        | 11"13 |      |
| 8   | 4        | 7      | Julija Nescjarėnka       | Bielorussia   | 11"14 |      |
| 9   | 2        | 7      | Chandra Sturrup          | Bahamas       | 11"16 |      |
| 10  | 1        | 7      | Jeanette Kwakye          | Gran Bretagna | 11"18 |      |
| 11  | 3        | 4      | Debbie Ferguson-McKenzie | Bahamas       | 11"21 |      |
| 12  | 3        | 7      | Oludamola Osayomi        | Nigeria       | 11"28 |      |
| 13  | 5        | 6      | Torri Edwards            | Stati Uniti   | 11"31 |      |
| 14  | 3        | 5      | Vida Anim                | Ghana         | 11"32 |      |
| 15  | 5        | 8      | Lina Grinčikaitė         | Lituania      | 11"38 |      |
| 16  | 5        | 5      | Ivet Lalova              | Bulgaria      | 11"40 |      |

Legenda:
- Q = Qualificata per le semifinali;
- q = Ripescata per le semifinali;
- RN = Record nazionale;
- RP = Record personale;
- NP = Non partita;
- Rit. = Ritirata.

## Semifinali
Domenica 17 agosto.

Accedono alla finale le prime 4 di ciascuna semifinale. Non ci sono ripescaggi.

### 1ª Semifinale
Ore 19:45.

| Pos | Corsia | Atleta            | Paese       | Tempo | Note |
| --- | ------ | ----------------- | ----------- | ----- | ---- |
| 1   | 6      | Shelly-Ann Fraser | Giamaica    | 11"00 | Q    |
| 2   | 4      | Muna Lee          | Stati Uniti | 11"06 | Q    |
| 3   | 7      | Lauryn Williams   | Stati Uniti | 11"10 | Q    |
| 4   | 5      | Sherone Simpson   | Giamaica    | 11"11 | Q    |
| 5   | 9      | Chandra Sturrup   | Bahamas     | 11"22 |      |
| 6   | 8      | Lina Grinčikaitė  | Lituania    | 11"50 |      |
| 7   | 3      | Ivet Lalova       | Bulgaria    | 11"51 |      |
| 8   | 2      | Vida Anim         | Ghana       | 11"51 |      |

### 2ª Semifinale
Ore 19:53.

| Pos | Corsia | Atleta                   | Paese         | Tempo | Note |
| --- | ------ | ------------------------ | ------------- | ----- | ---- |
| 1   | 7      | Kerron Stewart           | Giamaica      | 11"05 | Q    |
| 2   | 4      | Torri Edwards            | Stati Uniti   | 11"18 | Q    |
| 3   | 3      | Jeanette Kwakye          | Gran Bretagna | 11"19 | Q    |
| 4   | 6      | Debbie Ferguson-McKenzie | Bahamas       | 11"22 | Q    |
| 5   | 2      | Julija Nescjarėnka       | Bielorussia   | 11"26 |      |
| 6   | 8      | Kim Gevaert              | Belgio        | 11"30 |      |
| 7   | 5      | Evgenija Poljakova       | Russia        | 11"38 |      |
| 8   | 9      | Oludamola Osayomi        | Nigeria       | 11"44 |      |

### Graduatoria qualificate
| Pos | Batteria | Corsia | Atleta                   | Paese         | Tempo | Note |
| --- | -------- | ------ | ------------------------ | ------------- | ----- | ---- |
| 1   | 1        | 6      | Shelly-Ann Fraser        | Giamaica      | 11"00 |      |
| 2   | 2        | 7      | Kerron Stewart           | Giamaica      | 11"05 |      |
| 3   | 1        | 4      | Muna Lee                 | Stati Uniti   | 11"06 |      |
| 4   | 1        | 7      | Lauryn Williams          | Stati Uniti   | 11"10 |      |
| 5   | 1        | 5      | Sherone Simpson          | Giamaica      | 11"11 |      |
| 6   | 2        | 4      | Torri Edwards            | Stati Uniti   | 11"18 |      |
| 7   | 2        | 3      | Jeanette Kwakye          | Gran Bretagna | 11"19 |      |
| 8   | 2        | 6      | Debbie Ferguson-McKenzie | Bahamas       | 11"22 |      |

Legenda:
Q = Qualificata per la finale;

RN = Record nazionale;

RP = Record personale;

NP = Non partita;

Rit. = Ritirata. 

## Finale
Domenica 17 agosto, ore 22:25. Stadio Nazionale di Pechino.
| Pos | Corsia | Atleta                   | Paese         | Tempo | Note |
| --- | ------ | ------------------------ | ------------- | ----- | ---- |
|     | 4      | Shelly-Ann Fraser        | Giamaica      | 10"78 |      |
|     | 2      | Sherone Simpson          | Giamaica      | 10"98 |      |
|     | 7      | Kerron Stewart           | Giamaica      | 10"98 |      |
| 4   | 8      | Lauryn Williams          | Stati Uniti   | 11"03 |      |
| 5   | 5      | Muna Lee                 | Stati Uniti   | 11"07 |      |
| 6   | 9      | Jeanette Kwakye          | Gran Bretagna | 11"14 |      |
| 7   | 3      | Debbie Ferguson-McKenzie | Bahamas       | 11"19 |      |
| 8   | 6      | Torri Edwards            | Stati Uniti   | 11"20 |      |

La Fraser è la prima giamaicana a vincere l'oro olimpico dei 100 metri.
Per la prima volta nella storia olimpica, le prime tre posizioni dei 100 metri sono conquistate da un'unica nazione.